# 카프레라

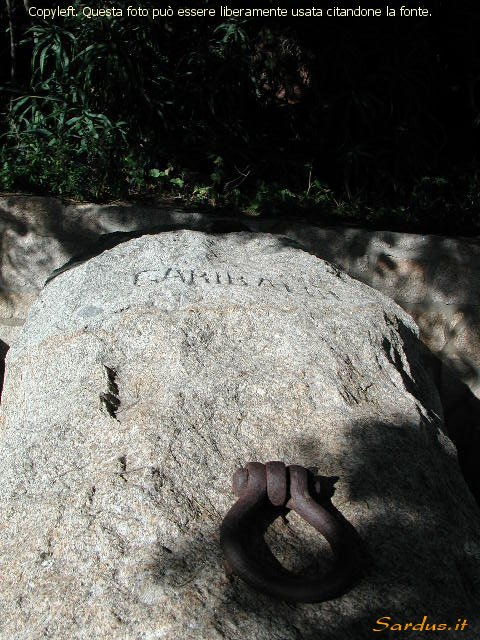
주세페 가르발디의 묘지석.

카프레라(이탈리아어: Caprera)는 이탈리아 사르데냐의 해안 근처에 있는 15.5 km2 면적의 섬이다. 마달레나 군도에 위치해 있다.
보니파치오 해협의 라 마달레나 섬(이탈리아어: La Maddalena) 지역 내에서, 카프레라 섬은 관광지로 유명하다. 주세페 가리발디가 은퇴하여 머물렀던 곳으로 유명하다. (1856년 ~ 1882년)
이 섬은 19세기 이탈리아의 독립의 아버지인 주세페 가리발디와 관련있다. 그는 이 섬을 1855년에 매입하였다. 1882년에 그는 이 섬에서 사망하였다. 그의 사저는 현재 박물관으로 쓰이고 있다. 그것과 그를 기념한 성당 그리고 이 섬 자체가 국가 유적으로 지정되어 있다. 카프레라는 라 마달레나 섬과 600 미터 길이의 둑길로 연결되어 있다.
이 섬은 일부 바닷새들에 관해서는 자연 보호구역으로 지정되어 있다. 이 섬의 이름은 이 섬에 사는 염소와 관련있다. Capra는 이탈리아어로 염소를 뜻한다.
카프레라 섬은 군도에서 두 번째로 큰 섬이다. 면적은 약 15.5 km2이며, 해안선 길이는 45 km이다. 이탈리아어: Monte Tejalone이 섬의 최고점이다. (212 m) 섬의 남서쪽에는 부두가 있다. 해안에 후미진 곳과 정박할 수 있는 곳이 많아 배가 정박하기 쉽다. 이 섬에는 호텔은 없고 방갈로가 딸린 리조트가 있을 뿐이다. 이곳의 해저(seabed)는 박물학자 역사 해저고고학자에게 인기가 높다. 로마의 화물선의 잔해들 뿐만 아니라 주세페 가리발디의 보트가 발견되었다. 한때 로마가 카프레라를 점령했지만, 이후 수 세기 동안 버려졌고, 나중에 양치기 무리들이 들어오긴 하였다.  1855년, 가리발디가 여기에 정착하였으며, 섬에 소나무를 심었다. 소나무는 번성하여 오늘날의 울창한 송림을 이루고 있다. 주세페 가리발디 사후 백 여 년이 지나 이 섬은 군사보호구역에서 풀려나 일반인에게 공개되었다.
그의 유언에 따라 이 섬은 그의 가족에게 대물림되었다. 하지만 카프레라 섬은 제2 차 세계 대전 도중에는 해군 기지로 사용되었다. 하지만 해군 기지로 사용될 필요가 없어진 후에도 이 섬은 그의 가족에게 반환되지 않았다. 가리발디의 후손 중 몇몇이 정부를 상대로 소송 준비 중이다.